# Андоні Віванко-Гусман
Андоні Віванко-Гусман (ісп. Andoni Vivanco-Guzmán; нар. 15 жовтня 1990) — колишній іспанський тенісист.
Найвищу одиночну позицію світового рейтингу — 408 місце досяг 16 листопада 2009, парну — 307 місце — 9 листопада 2009 року.

## Титули ITF Ф'ючерс

### Одиночний розряд: (3)
| Ранг | Дата     | Турнір                         | Покриття | Суперник                | Рахунок             |
| ---- | -------- | ------------------------------ | -------- | ----------------------- | ------------------- |
| 1.   | Січ 2009 | Іспанія F2, Magaluf            | Ґрунт    | Дастін Браун            | 6–7(4), 7–5, 7–6(4) |
| 2.   | Тра 2009 | Велика Британія F5, Борнмут    | Ґрунт    | Франческо Піккарі       | 6–2, 6–1            |
| 3.   | Тра 2013 | Іспанія F12, Балагер (Іспанія) | Ґрунт    | Альберт Алькарас Іворра | 6–4, 6–2            |

### Парний розряд: (15)
| Ранг | Дата     | Турнір                                   | Покриття | Партнер                    | Суперники                                         | Рахунок          |
| ---- | -------- | ---------------------------------------- | -------- | -------------------------- | ------------------------------------------------- | ---------------- |
| 1.   | Лис 2008 | Іспанія F42, Лас-Пальмас-де-Гран-Канарія | Тверде   | Герард Гранольєрс          | Агустін Бохе-Ордонес Ігнасіо Коль Рюдаветс        | 6–3, 6–3         |
| 2.   | Лис 2008 | Іспанія F43, Маспаломас                  | Ґрунт    | Агустін Бохе-Ордонес       | П'єрр-Людовік Дюкло Армін Зандбіхлер              | 6–1, 5–7, [10–7] |
| 3.   | Чер 2009 | Іспанія F22, Мелілья                     | Тверде   | Ігнасіо Коль Рюдаветс      | Дін О'Браєн Борха Сарко                           | 7–5, 1–6, [10–3] |
| 4.   | Сер 2009 | Іспанія F27, Бакіо                       | Тверде   | Георгі Руменов Паяков      | Давід Канудас-Фернандес Педро Клар                | 7–6(5), 6–4      |
| 5.   | Сер 2009 | Іспанія F30, Ов'єдо                      | Ґрунт    | Габрієль Трухільйо Солер   | Пабло Карреньо Буста Хосе-Мануель Гарсія-Родрігес | 6–4, 6–4         |
| 6.   | Сер 2010 | Іспанія F29, Ірун                        | Ґрунт    | Агустін Бохе-Ордонес       | Серхіо Гутьєррес Ферроль Бой Вестергоф            | 6–4, 6–4         |
| 7.   | Вер 2010 | Іспанія F32, Ов'єдо                      | Ґрунт    | Пабло Карреньо Буста       | Філіп Бестер Каміл Пайковскі                      | 6–2, 4–6, [10–5] |
| 8.   | Лют 2011 | Іспанія F4, Мурсія                       | Ґрунт    | Габрієль Трухільйо Солер   | Мігель Анхель Лопес Хаен Пабло Сантос             | 6–1, 6–2         |
| 9.   | Тра 2012 | Іспанія F10, Балагер (Іспанія)           | Ґрунт    | Алехандро Андіно Вальверду | Себастьян Бадер Лукас Консілія                    | 7–5, 3–6, [10–4] |
| 10.  | Сер 2012 | Іспанія F24, Віго                        | Ґрунт    | Мігель Анхель Лопес Хаен   | Олександр Румянцев Денис Євсєєв                   | 6–2, 7–6(2)      |
| 11.  | Бер 2013 | Іспанія F7, Ла-Віла-Джойоза              | Килим    | Хайме Пульгар-Гарсія       | Мігель Анхель Лопес Хаен Хорді Марсе-Відрі        | 3–6, 6–3, [10–3] |
| 12.  | Бер 2013 | Іспанія F8, Ла-Віла-Джойоза              | Килим    | Оріоль Рока Баталья        | Жоао Домінгес Хосе Антон Саласар Мартін           | 6–0, 6–3         |
| 13.  | Кві 2013 | Іспанія F9, Ла-Віла-Джойоза              | Килим    | Оріоль Рока Баталья        | Едуард Естеве Лобато Герард Гранольєрс            | 6–4, 3–6, [10–8] |
| 14.  | Кві 2013 | Іспанія F10, Лас-Франкезас-дал-Бальєс    | Тверде   | Оріоль Рока Баталья        | Іван Аренас-Гуальда Хайме Пульгар-Гарсія          | 6–2, 6–3         |
| 15.  | Сер 2013 | Іспанія F25, Бехар                       | Тверде   | Хосе Чека Кальво           | Даніель Касабланкас Давід Хорда Санчіс            | 6–4, 6–2         |